# Kisiwani
Kisiwani är en ö i Kenya.   Den ligger i länet Kwale, i den södra delen av landet, 500 km sydost om huvudstaden Nairobi.